# Коронавірусна хвороба 2019 у Болгарії
Спалах коронавірусної хвороби 2019 у Болгарії — це поширення пандемії коронавірусної хвороби 2019 на території Болгарії. Перші випадок інфікування новим коронавірусом у країні зафіксовано 8 березня 2020 року, у 27-річного чоловіка з Плевена та в 75-річної жінки з Габрово. Жоден з них не прибув із місцевості, де до того реєструвались випадки коронавірусної інфекції. У чоловіка позитивний результат на коронавірусну інфекцію виявлено після госпіталізації з приводу гострої респіраторної інфекції, після чого представники влади повідомили про наміри обстежити усіх контактних осіб із двома першими хворими. 8 березня виявлені ще 2 позитивні тести на коронавірус у Габрово та Плевені. Нульового пацієнта у Болгарії так і не виявили.
Після того, як кількість виявлених хворих коронавірусною хворобою досягла 23, у країні за рішенням парламенту введено надзвичайний стан з 13 березня до 13 квітня 2020 року. Для осіб, які контактували з інфікованими коронавірусом хворими, та для тих громадян, які повернулися з-за кордону з місцевості, де фіксується значне поширення коронавірусної хвороби, встановлено двотижневий карантин. Для хворих, у яких тест на коронавірус виявився позитивним, встановлено 21-дений домашній карантин. Цей проміжок часу відраховується від дня, коли повторний тест стає від'ємним після проведеного лікування в лікарні або в домашніх умовах. Після того, як Всесвітня організація охорони здоров'я постановила, що вірус COVID-19 здатний до інфікування більш тривалий час, ніж показали початкові дані, Національний кризовий штаб збільшив домашній карантин для осіб, які контактували з інфікованими коронавірусом, з 1 тижня до 28 днів. У зв'язку з постійним збільшенням числа хворих на COVID-19 уряд Болгарії 1 квітня попросив у парламента згоду на продовження надзвичайного стану в країні ще на 1 місяць, до 13 травня. На 7 серпня в країні зареєстровано 13014 випадків коронавірусної інфекції, з них 7205 осіб одужали, 435 хворих померли. Проведено 294087 тестів на коронавірус, 4,43 % з яких виявились позитивними.

## Попередні заходи

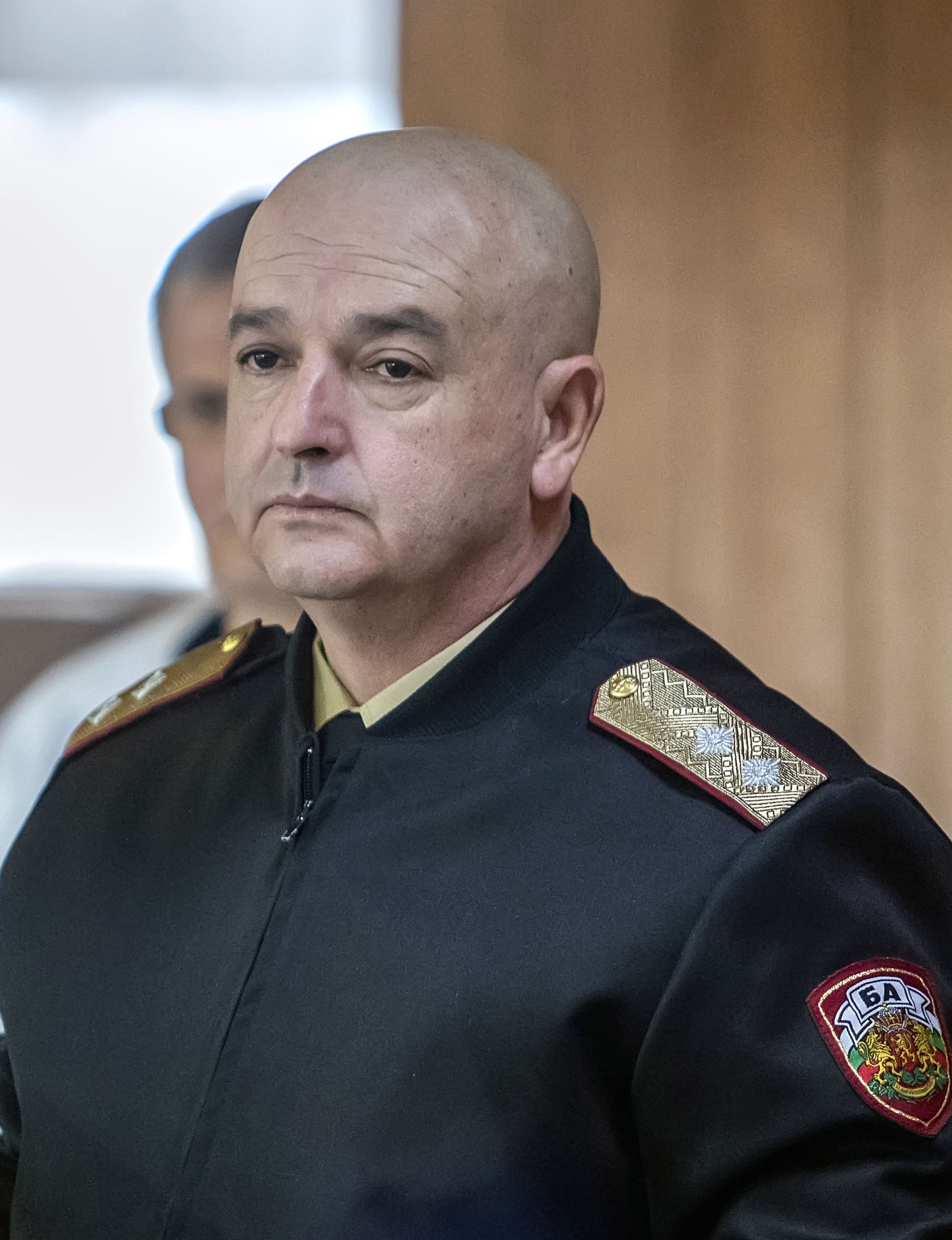
Генерал-майор професор Венцислав Мутафчийський, керівник національного антикризового штабу

5 березня 2020 року рішенням болгарського уряду в країні створений національний антикризовий штаб для боротьби з коронавірусної хвороби. Керівником антикризового штабу призначений професор генерал-майор Венцислав Мутафчийський, начальник Болгарської військово-медичної академії та головний лікар Збройних сил Болгарії. Військово-медична академія об'єднує військово-медичні заклади по всій країні з мережею госпіталів у Софії та інших містах країни. Одночасно вона є одним із ведучих медичних закладів країни, яка має потужні клінічні бази. Антикризовий штаб забезпечує розробку безпосередніх управлінських рішень під час епідемії, і його рішення проводяться через розпорядження прем'єр-міністра Болгарії та міністра охорони здоров'я країни.
23 березня прем'єр-міністр країни сформував окрему медичну раду з питань боротьби з пандемією коронавірусу. Головою ради призначений професор Коста Костов, провідний фахівець з питань захворювань органів дихання. Завданням цієї ради стало надання уряду додаткових аналітичних матеріалів та пропозицій щодо прийняття рішень, а також надання інформації щодо епідемії та фахових порад для широкої громадськості щодо поведінки під час епідемії коронавірусної хвороби. На відміну від національного антикризового штабу, який є офіційним державним органом із відповідними повноваженнями, рада була переважно дорадчо-консультативним органом, до складу якого входила низка фахівців різних галузей медицини. 4 квітня медична рада з питань коронавірусу розформована, зі слів її членів після того. як вона виконала своє завдання.

## Хронологія

### 2020

#### Березень
8 березня в країні зареєстровані перші два випадки інфікування новим коронавірусом, у 27-річного чоловіка з Плевена та в 75-річної жінки з Габрово. Жоден з них не прибув із місцевості, де до того реєструвались випадки коронавірусної інфекції. У чоловіка позитивний результат на коронавірусну інфекцію виявлено після госпіталізації з приводу гострої респіраторної інфекції, після чого представники влади повідомили про наміри обстежити усіх контактних осіб із двома першими хворими. Того ж дня в Габрово та Плевені виявлені ще 2 випадки коронавірусної хвороби. Нульового пацієнта у Болгарії так і не виявили.
Того ж дня габровська лікарня попросила допомоги із забезпечення фахівцями з інших лікарень, оскільки в ній на момент початку епідемії було лише 3 лікарів-інфекціоністів. Усі лікарі-терапевти габровської лікарні вимушені були піти на самоізоляцію через те, що в одної з медичних сестер також виявлено коронавірус. Уряд Болгарії встановив заборону на масові заходи в закритому приміщенні.
10 березня виявлено два підтверджених випадки коронавірусної хвороби в Софії: 74-річний чоловік і його 66-річна жінка. Вони приїхали до столиці з Лома за два тижні до звернення в лікарню. Наступного дня жінка померла, ставши першою жертвою коронавірусної хвороби в країні.
11 березня про підозру на коронавірусну хворобу в 33-річного чоловіка повідомила лікарня Святого Георгія у Пловдиві. Того ж дня клінічні ознаки коронавірусної хвороби виявлені на комп'ютерній томографії у 40-річної жінки у Варні, проте місцеве медичне керівництво не включило її до списку підтверджених випадків.
12 березня кількість хворих коронавірусною хворобою в країні зросла до 23, найбільше випадків зареєстровано в Софії. Більшість з них контактували з найпершим випадком захворювання у столиці, який лікувався у Пироговській лікарні в Софії з 10 березня.
13 березня після виявлення 16 позитивних випадків коронавірусної хвороби за добу у Болгарії оголошено надзвичайний стан строком на 1 місяць до 13 квітня. Закриті усі школи, ринки, кінотеатри, ресторани та інші торгові центри. Зупинено усі спортивні змагання. Працювати дозволено лише супермаркетам, продовольчим ринкам, аптекам, банкам та АЗС. Окрім того, всі особи, які прибули з Італії, Іспанії, Ірану, Південної Кореї та Китаю, мали відбути обов'язковий 14-денний карантин. Зафіксовано 13 порушень карантину, порушників повернули до лікувальних закладів, до яких вони були попередньо скеровані, з попередженням про можливі наслідки, включно зі штрафами та тюремним ув'язненням.
14 березня повідомлено про третій випадок захворювання в Плевені та другу смерть у країні від коронавіруса. Другою жертвою коронавірусу в Болгарії став 74-річний чоловік першої померлої від коронавірусу в країні. Пізніше увечері виявлено інфікування коронавірусом і у члена парламенту країни. Наступного дня в екстреному порядку всі депутати парламенту пройшли тестування на коронавірус. Вирішено, що якщо ще кілька депутатів вищого законодавчого органу країни виявляться інфікованими, то засідання парламенту будуть відкладені. Розглядалось питання про проведення засідань парламенту онлайн по Інтернету в умовах повної ізоляції парламентарів.
15 березня кількість виявлених випадків коронавірусної хвороби в Болгарії зросла до 51. Більшість обстежень на коронавірус цього дня проведено у Військово-медичній академії (83 обстеження, з них 6 позитивні), у національній референсній лабораторії проведено 51 обстеження (2 позитивних). У Варні проведено 12 обстежень, 1 з яких виявилось позитивним.
16 березня міністерство охорони здоров'я країни повідомило, що вводиться заборона на в'їзд на територію Болгарії громадян низки країн з 00:00 18 березня. До цих країн віднесено Китай, Іран, Бангладеш, Індія, Мальдіви, Непал, Шрі-Ланка, Іспанія, Італія, Південна Корея, Франція, Німеччина, Нідерланди, Швейцарія та Велика Британія. Окрім того, на кількох прикордонних переходах із Сербією, Північною Македонією, Грецією та Румунією вирішено розгорнути підрозділи санітарного контролю. Кількість підтверджених випадків у країні зросла до 62, включаючи двох громадян Великої Британії, які відпочивали в Бансько.
Загальна кількість випадків коронавірусної хвороби в країні виросла до 81, кілька з них пов'язані зі спалахом у місті Бансько. Жоден із хворих не перебував у критичному стані.
18 березня загальна кількість випадків коронавірусної хвороби у країні зросла до 94, включно з новими випадками серед громадян, які приїхали з-за меж країни, у Смоляні, Велико-Тирново і Пернику. Напередодні Бансько стало першим містом у країні, у якому запроваджений карантин у зв'язку із спалахом коронавірусної хвороби.
19 березня кількість випадків коронавірусної хвороби в країні зросло до 105, того ж дня від COVID-19 померла 80-річна жінка, яка нещодавно перенесла інсульт, що зробило її третьою жертвою хвороби в Болгарії. У США 78-річний громадянин Болгарії помер від COVID-19 під час відвідування родини в Піттсбурзі, штат Пенсільванія. Його дружина, яка працювала диригентом хору в Софії, повідомила. що вона не має медичної страховки, та відмовилась звертатися до лікарів.
20 березня загальна кількість хворих коронавірусною хворобою в країні досягла 127, в країні виздоровів перший хворий.
На 21 березня кількість хворих коронавірусною хворобою в країні досягла 142, троє хворих виздоровіли. У містах Добрич і Шумен виявлені перші хворі, пов'язані з кластером захворювання в Бансько. Серед хворих були 84 чоловіки і 58 жінок, наймолодшому хворому було 4 роки. Проведено понад 5000 обстежень на коронавірус, найближчим часом заплановано провести ще 10000 обстежень.
На 24 березня кількість хворих коронавірусною хворобою збільшилось до 218, перший випадок захворювання підтверджено в Старозагорській області. Ним виявився 60-річний чоловік з Казанлика, який повернувся із Франції 14 березня, та якого госпіталізували до інфекційного відділення лікарні в Старій Загорі.
25 березня кількість хворих у країні на кінець дня досягла 242 осіб, перший випадок виявлено у Сливені. У Софії виявлено 16 нових випадків, не пов'язаних між собою, причому частина з них були медичними працівниками місцевих лікарень. Два нові випадки коронавірусної хвороби підтверджено в Благоєвграді, два в Пловдиві та один у Плевені. Стан двох пацієнтів, які перебували у критичному стані, стабілізувався, зі слів медиків вони перебували «в стабільному, але важкому стані». Один хворий видужав, довівши кількість хворих, які одужали, до 5.
26 березня зареєстровано 22 випадки коронавірусної хвороби, кількість випадків COVID-19 у країні зросла до 264. Коронавірусну хворобу вперше зареєстровано в Кирджалі та Хасково. 15 із нових випадків зареєстровано в Софії, 2 у Смоляні, один у Плевені, один у Велико-Тирново та один у Варні. Двоє хворих госпіталізовані до лікарнень у критичному стані, у той же день 3 хворих одужали, збільшивши кількість видужаних до 8. Захворіли коронавірусною хворобою 3 військовослужбовці Збройних сил Болгарії. Двоє з них захворіли в Косово, де проходили службу, і їх повернули для надання медичної допомоги на батьківщину, третій захворів у Румунії, де його госпіталізували.
27 березня виявлено 29 нових випадків коронавірусної хвороби, загальна кількість хворих досягла 293. Нові випадки виявлені: 17 — у Софії, 5 — у Пловдиві, 3 — у Бургасі, а по одному — у Варні, Кюстенділі, Сливені та Пазарджику. На 27 березня в лікарнях знаходились 93 хворих, з них 53 в Софії.
На 28 березня загальна кількість випадків коронавірусною хворою в країні досягла 331, збільшившись на 38 нових випадків. Нові випадки виявлено: 19 у Софії, 5 у Благоєвграді, 4 у Бургасі, 3 у Варні, по 2 у Кирджалі, Пловдиві та Шумені, 1 випадок виявлено у Смоляні. Повідомлено також про 4 нових смерті хворих, 2 сталися в Благоєвграді, та по одній у Кюстенділі та Софії. Хворим, які померли в Благоєвграді, матері та її доньці, спочатку відмовили в госпіталізації в місцеву лікарню, незважаючи на видимі симптоми, тому вони вимушені обстежуватися на коронавірус у приватній лабораторії; проте після підтвердження в обох позитивного результату обстеження, їх стан значно погіршився. Зрештою їх госпіталізували до місцевої лікарні до відділення інтенсивної терапії, проте вони обидві за короткий час померли у лікарні.
29 березня в країні зареєстровано 15 нових випадків, з яких 8 виявлено в Софії, 3 у Пловдиві, по 1 — у Кирджалі, Сливені, Смоляні та Варні. Також повідомлено, що ще троє хворих одужали, кількість померлих зросла до 8 після того, як 51-річна жінка померла в благоєвградській лікарні, через день після того, як її мати одужала від коронавірусної хвороби. За повідомленням міністерства охорони здоров'я 125 з 324 активних випадків знаходяться у лікарнях, 13 із них у важкому стані. Загальна кількість проведених тестів на коронавірус перевищила 7000, з яких лише 29 березня проведено 276.
30 березня в Болгарії виявлено 13 нових випадків коронавірусної хвороби, з них 7 у Софії, по одному випадку виявлено в Благоєвграді, Кирджалі, Монтані, Плевені, Пловдиві та Сливені, загальна кількість випадків коронавірусної хвороби в країні зросла до 359. У лікарнях знаходились 113 хворих коронавірусною хворобою, з них 13 у важкому стані. Близько 56 % усіх хворих коронавірусною хворобою становили чоловіки, близько 44 % — жінки, середній вік хворих складав 45 років. Загальна кількість хворих, які одужали, зросла до 17 випадків.
Загальна кількість підтверджених випадків у країні зросла на 40 до 399 випадків, перші два випадки зареєстровано в Сілістринській області. 20 нових випадків були зареєстровані в Софії, по 4 — в Бургасі та Кюстенділі, по 3 — в Пловдиві та Варні, по два — в Сілістрі, і по одному — в Кирджалі, Пернику, Шумені та Старій Загорі. Кількість госпіталізованих пацієнтів збільшилася до 146, 14 з них знаходились у важкому стані, у 20 медичних працівників виявлено інфікування коронавірусом. Цього дня не було оголошено про смерть чи одужання пацієнтів з коронавірусом. Із загальної кількості 399 підтверджених випадків чоловіки складали близько 57 % (227 випадків), близько 43 % (172 випадків) становили жінки.

#### Квітень
1 квітня виявлено першого хворого у Русенській області, усього за день виявлено 23 нових випадки захворювання, загальна кількість випадків хвороби у країні з початку пандемії склала 422. Окрім Русе, зареєстровано 10 нових випадків у Софії, по 2 — у Благоєвграді, Бургасі, Добричі та Пловдиві, по одному випадку зареєстровано в Хасково, Кирджалі, Сливені та Старій Загорі. зареєстровано 2 померлих від коронавірусної хвороби — 57-річного чоловіка в Кюстенділі та 40-річного чоловіка в Софії. Хасан Адемов від Руху за права і свободи став першим членом парламенту Болгарії, який захворів коронавірусною хворобою, що змусило представників владних структур оголосити про проведення масового обстеження на коронавірус 2 квітня, яке мають пройти співробітники урядових структур та всі 240 депутатів парламенту Болгарії.
2 квітня кількість зареєстрованих випадків зросла на 35 випадків до 457, перший випадок зареєстровано у Видинській області. Нові випадки зареєстровано: 20 — у Софії, 4 — у Смоляні, 3 — у Варні, 2 — у Добричі, по 1 — у Благоєвграді, Монтані, Пазарджику, Пловдиві, Велико-Тирново та Видині. Не зафіксовано нових випадків смерті від коронавірусної хвороби, 25 хворих одужали від коронавірусної хвороби. Виявлено інфікування коронавірусом ще у двох депутатів парламенту, цього разу від правлячої партії ГЄРБ, зокрема у спікера депутатської групи Даніела Дариткова.
3 квітня Парламент Болгарії схвалив пропозицію уряду продовжити надзвичайний стан у країні на 1 місяць до 13 травня. Кількість підтверджених випадків досягла 487, за добу виявлено 28 нових випадків хвороби — 18 у Софії, по 2 — у Пловдиві та Смоляні, по 1 — у Благоєвграді, Бургасі, Кирджалі, Кюстенділі, Велико-Тирново та Відині. Цього дня повідомлено про смерть ще 4 хворих, одна хвора з них померла пізно попереднього вечора у Старій Загорі. Чоловіки й надалі становили майже 57 % випадків хвороби, жінки становили 43 %, середній вік хворих становив 47 років.
5 квітня Міністерство охорони здоров'я країни повідомило, що загальна кількість обстежень на коронавірусну хворобу досягла 15899, які проводились у 8 лабораторіях, охоплюючи всю територію країни.
14 квітня село Паничерево в Старозагорській області зактито на карантин, після того як чоловік, у якого виявлений позитивний тест на COVID-19, утік із лікарні, де він лікувався, та повернувся в село.

##### 15 квітня
Міністерство внутрішніх справ країни встановило блокпости, які обмежують рух транспорту, на в'їздах до районів Софії Філіповці та Факультета, де переважно проживають цигани. Національним центром з надзвичайних ситуацій ці райони були оголошені кластерами коронавірусної хвороби.

#### 16 квітня
На пізній нічній спільній прес-конференції міністра внутрішніх справ, міністра охорони здоров'я та голови служби з надзвичайних ситуацій повідомлено, що встановлюються суворі обмеження на в'їзд та виїзд транспорту з Софії до подальшого повідомлення на період Великодніх свят. Після значного збільшення інфікувань коронавірусом, пов'язаного з Великою Британією (зокрема, 78-річний британець, сестра якого інфікувалась коронавірусом, та болгарин з Варни, який повернувся на батьківщину), вирішено призупинити всі авіарейси між Болгарією та Великою Британією. У цьому розпорядженні вказано, що обмеження авіасполучення з Великою Британією накладено у зв'язку з різким зростанням кількості випадків коронавірусної хвороби у цій країні. За три дні до цього керівник Варненської області висловлював занепокоєння щодо авіарейсу між Варною та Лондоном.

#### 20 квітня
Міністерство охорони здоров'я Болгарії повідомило про відновлення планових операцій та госпіталізацій, щеплень, медичної допомоги вагітним і дітям. Всі планові заходи будуть проводитися за суворим графіком у вівторок і четвер щотижня.

#### 21 квітня
21 квітня зняті обмеження на в'їзд та виїзд із Софії.

#### 27 квітня
27 квітня, через 11 днів після встановлення, зняті обмеження на авіарейси між Болгарією і Великою Британією.

### Травень 2020 року

#### 1 травня
1 травня міністерство охорони здоров'я країни скасувало обов'язкове носіння захисних масок у громадських місцях. Національні та природні парки, закриті для відвідувачів 20 березня, знову відкриті для відвідувачів, місцевим органам влади доручено організувати необхідні умови для відвідування громадянами природних та національних парків.

#### 2 травня
2 травня підтверджений перший випадок коронавірусної хвороби в Разградській області. Цього дня зафіксована перша смерть медичного працівника у Болгарії. Померлою виявилась 43-річна лікар зі Сливена, яка працювала у місцевій лікарні в інфекційному відділенні.

#### 4 травня
Доктор Андреа Аммон, директор Європейського центру з профілактики та контролю захворюваності, повідомила, що на цей день Болгарія є єдиною країною з усіх, у яких здійснюється моніторинг спеціалістами центру, в якій спостерігається зростання випадків коронавірусної хвороби.

#### 6 травня
6 травня закриті контрольно-пропускні пункти на виїздах із обласних центрів, та зняті всі обмеження на транспортне сполучення всередині країни.

#### 9 травня
У Тирговиштській області зареєстровано перший випадок коронавірусної хвороби, таким чином вона стала останньою областю Болгарії, де зареєстровані випадки коронавірусної хвороби.

#### 14 травня
З 00:00 годин 14 травня у країні скасовано загальнонаціональний режим надзвичайної ситуації, та введено стан надзвичайної епідеміологічної ситуації. З цього дня після двомісячної перерви дозволено проводити операції з трансплантації органів. Для загального користування відкриті парки. Проте більшість раніше введених протиепідемічних заходів залишаються в силі. Зберігається 14-денний карантин для тих, хто в'їздить до Болгарії. Школи, дитячі садки, а також торгові центри та ресторани, які знаходяться у приміщенні, залишалися закритими.

### Червень 2020 року
21 червня болгарський тенісист Григор Димитров повідомив у своєму Instagram-акаунті, що у нього позитивний тест на COVID-19, що призвело до скасування Adria Tour  де він брав участь тижнем раніше. Кілька інших тенісистів дали позитивний результат у наступні дні.

### Липень 2020 року
16 липня влада Болгарії дозволила українцям в'їзд на територію країни без обсервації та тестів на COVID-19.

### Серпень 2020 року

#### 1 серпня
Повідомлено, що болгарська тенісистка Вікторія Томова дала позитивний результат тесту на COVID-19 на турнірі в Палермо, який став першою офіційною професійною тенісною подією після початку пандемії.

#### 23 серпня
У міністра молоді та спорту Болгарії Красена Кралева підтверджено позитивний тест на коронавірус.

### Жовтень 2020 року

#### 25 жовтня
У прем'єр-міністра Болгарії Бойко Борисова підтвердився позитивний тест на коронавірус. У Facebookу він повідомив, що у нього «загальне нездужання».

### Листопад 2020 року
Станом на 10 листопада Бойко Борисов одужав від COVID-19.
28 листопада 2020 року Болгарія вдруге запровадила локдаун, який був охарактеризований як «частковий» через те, що він був менш суворим, ніж перший, і передбачалося, що він триватиме до Різдва. Багато експертів вважали це рішення давно назрілим через величезне навантаження на систему охорони здоров'я країни, в результаті чого багато людей не могли отримати доступ до належної медичної допомоги, і прем'єр-міністр зіткнувся з різкою критикою з боку інших політиків.

### Грудень 2020 року
18 грудня карантин у Болгарії продовжили до 31 січня. На цей період лишались зачиненими великі торговельні центри, нічні заклади, ігрові зали, казино, ресторани і тренажерні зали.

### 2021

#### Січень 2021 року
1 січня в країні почалася кампанія глобальної вакцинації від COVID-19 вакциною виробництва BioNTech/Pfizer. З 4 січня карантин було пом'якшено, учням шкіл дозволили повернутися на заняття. 25 січня Болгарія запланувала змінити правила в'їзду, почавши вимагати COVID-тест. 28 січня було посилено правила в'їзду, зокрема, у українців обов'язковою вимогою стала наявність негативного тесту.

#### Березень 2021 року
З 22 по 31 березня 2021 року у країні запроваджено черговий локдаун, третій з початку пандемії.

#### Травень 2021 року
З 1 травня Болгарія оголосила про відкриття кордонів для іноземних туристів.
У другій половині місяця тижневий показник позитивних результатів впав нижче 4 %, причому кількість людей із позитивним тестом стала найнижчою з початку жовтня 2020 року.

#### Червень 2021 року
У червні 2021 року геномне секвенування підтвердило наявність варіантів Бета і Дельта в Болгарії.

#### Липень 2021 року
До другої половини липня 2021 року варіант Дельта став домінуючим варіантом (знайдений у понад 50 % зразків геномного секвенування), та почав витісняти варіант Альфа.

#### Серпень 2021 року
До середини серпня майже 99 % зразків дали позитивний результат на Дельта-варіант коронавірусу.

#### Жовтень 2021 року
У зв'язку з погіршенням епідеміологічної ситуації з 21 жовтня запроваджено як обов'язкову вимогу для багатьох громадських заходів «зелений сертифікат», який можна було отримати, пред'явивши підтвердження вакцинації, одужання від хвороби, або негативний тест на COVID-19. Це також розглядалося як спосіб уникнути нового локдауну.

#### Листопад 2021 року
У листопаді 2021 року в Болгарії була підтверджена поява підваріанту вірусу «Дельта Плюс».

#### Грудень 2021 року
22 грудня 2021 року мережа приватних лабораторій «Cibalab» повідомила, що в 6 зразках вірусу виявлено варіант Омікрон. Керівник Центру інфекційних і паразитарних захворювань Іва Христова наполягала на тому, що наявність варіанту Омікрон потрібно буде підтвердити за допомогою геномного секвенування, технологією для якого приватні лабораторії не володіють, а точні висновки, як очікується, стануть доступними після нового року. Математик Огнян Кунчев заявив, що процес секвенування в Болгарії займає близько 10 днів, і його потрібно пришвидшити, а також охопити більше зразків. 29 грудня 2021 року вірусолог Радка Аргірова, радник прем'єр-міністра Кирила Петкова, заявила, що є вагомі ознаки того, що варіант Омікрон вже присутній у Болгарії, посилаючись на низку підозрюваних випадків, усі серед осіб, які виїздили за кордон.

### 2022

#### Січень 2022

##### Зміни варіантів
2 січня 2022 року органи охорони здоров'я офіційно підтвердили перші 12 випадків захворювання на варіант Омікрон. 11 із них були в міській області Софія, ще 1 – у Софійській області, при цьому 7 випадків були серед невакцинованих, 5 – серед вакцинованих і жодного – серед осіб, які отримали бустерну дозу. Лише один із заражених Омікроном останнім часом був за кордоном. Омікрон було виявлено в 4,4 % із 275 секвенованих зразків, решту становив варіант Дельта. Станом на 19 січня 2022 року було виявлено 227 нових випадків варіанту Омікрон на основі 522 секвенованих проб за період до 10 січня, при цьому співвідношення Омікрон до Дельта становило 43,5 % до 56,75 %. До середини та кінця січня 2022 року Омікрон став основним варіантом, та становив 74,5 % випадків до 20 січня, його виявили в 249 із 334 зразків.

##### Зростання кількості випадків
12 січня 2022 року було зареєстровано 7062 нові випадки хвороби, найбільше з початку пандемії, перевищивши попередню рекордну кількість 6816 позитивних тестів за день, зареєстрованих 27 жовтня 2021 року. Після того, як органи охорони здоров'я 18 січня 2022 року повідомили про 9996 позитивних тестів, наступного дня кількість зареєстрованих щоденних випадків вперше перевищила 10 тисяч, при цьому за попередні 24 години було повідомлено про 11181 нових випадків інфікування. 26 січня 2022 року міністерство охорони здоров'я повідомило про новий максимум у 12399 випадків хвороби.

##### Реінфекції та коінфекції
Станом на 14 січня 2022 року в Болгарії було офіційно зареєстровано 4692 випадки повторного зараження коронавірусом. Згідно з науковою роботою, яка аналізує період з березня 2020 року по грудень 2021 року, був зареєстрований 31 випадок третього зараження людей, і один випадок зараження COVID-19 вчетверте. Наприкінці січня 2022 року було підтверджено перший випадок коінфекції COVID-19 і грипу А (штам H3N2).

##### Правила щодо хворих на COVID-19
З 11 січня 2022 року термін обов'язкової ізоляції для осіб з позитивним тестом на COVID-19 скорочено з 14 до 10 днів.

#### Лютий 2022 року
4 лютого 2022 року органи охорони здоров'я підтвердили наявність субваріанту «Omicron BA.2», який був виявлений у 7 зразках із Софії, Бургаса та Тирговиште. Також було виявлено сублінію BA.3. Згідно з оцінками, п'ята хвиля коронавірусу, яка почалася без повного затихання четвертої, досягла піку наприкінці січня та на початку лютого.

#### Квітень 2022 року
1 квітня 2022 року уряд країни скасував надзвичайну епідеміологічну ситуацію в Болгарії, що призвело до скасування практично всіх нефармацевтичних заходів, зокрема обмеження пропускної здатності для місць проведення заходів і обов'язкове використання масок, із продовженням рекомендованих захисних покривал для обличчя у закритих приміщеннях і в будь-якому середовищі підвищеної небезпеки. Рішення про скасування обмежень загалом розглядалося як відповідне покращенню епідеміологічної ситуації, відповідно до тенденцій в інших європейських країнах, хоча частина експертів характеризували його як поспішне через низький рівень охоплення щепленнями населення, і попередили, що це може призвести до помилкового відчуття спокою, що пандемія закінчилася. Також було висловлено занепокоєння щодо скорочення тестування на коронавірус. Представники бізнес-сектору розкритикували повідомлення про припинення епідеміологічної ситуації як привід для того, щоб уряд припинив пропонувати фінансові компенсації. Відповідно до закону, ухваленого парламентом 13 квітня 2022 року, тягар запровадження нових заходів буде певною мірою перекладено з міністерства охорони здоров'я на регіональні органи охорони здоров'я, а обмеження, таким чином, передбачаються більше регіональні, ніж загальнонаціональні. Проте міністр охорони здоров'я зберігає за собою прерогативу запроваджувати заходи боротьби з поширенням хвороби. Наприкінці квітня 2022 року математик Ніколай Вітанов заявив, що коефіцієнт відтворення вірусу в Болгарії становить 0,82, охарактеризувавши ситуацію в країні як відсутність дифузного поширення вірусу в Західній Європі, яке, на його думку, було фактором за рішенням про зняття обмежень.

#### Травень-червень 2022 року
З 1 травня 2022 року скасовано пов'язані з пандемією вимоги щодо в'їзду іноземних громадян, зокрема підтвердження вакцинації.
29 червня 2022 року міністерство охорони здоров'я країни повідомило, що наявність субваріанту BA.5 Omicron підтверджено після геномного секвенування 88 зразків з усієї країни, відібраних у період з 5 травня по 3 червня. BA.2 був домінуючим субваріантом, на який припадало понад 75 % випадків хвороби.

#### Липень 2022 року
У липні 2022 року субваріант BA.5 Omicron почав домінувати над іншими, будучи найбільш часто виявленим у зразках. Найбільшого поширення він отримав у столиці країни Софії. 25 липня 2022 року маски знову стали обов'язковими для всіх, хто користується громадським транспортом Софії.

#### Серпень 2022 року
З 4 серпня 2022 року в столиці відбулося подальше посилення епідеміологічних заходів, у більшості приміщень стала обов'язковою наявність маски, а також запроваджено інші вимоги щодо соціального дистанціювання, дезінфекції та обмеження скупчення людей. Після призначення з 11 серпня 2022 року тимчасово виконуючим обов'язки міністра охорони здоров'я Асена Меджидієва пов'язані з пандемією заходи в Софії, особливо ті, що стосуються масок, були знову пом'якшені, а запроваджено проходження безкоштовних експрес-тестів на антиген вірусу. З 25 серпня 2022 року вимогу про носіння маски в громадському транспорті було скасовано. Закривання обличчя залишалося обов'язковим у медичних установах.

#### Жовтень-листопад 2022 року
У жовтні 2022 року було підтверджено присутність в країні двох додаткових підваріантів Omicron - BQ.1.1 і BM.1.1. BA.5x залишався домінуючим підваріантом, його виявили приблизно в 71 % зразків геномного секвенування за період між 11 вересня і 12 жовтня.
У середині листопада 2022 року було підтверджено, що з 17 листопада всі заходи охорони здоров'я, пов'язані з COVID-19, будуть скасовані.

#### Січень 2023 року
У січні 2023 року штам XBB.1.5 був вперше виявлений у особи з Софії.

## Заходи щодо подолання епідемії
На момент початку епідемії коронавірусної хвороби школи в Болгарії були закриті до 11 березня у зв'язку з епідемією грипу. Значне зростання випадків грипу спричинило призупинення планової медичної допомоги, уряд дав також рекомендації щодо припинення занять у вищих учбових закладах. За даними уряду країни, на час початку епідемії хвороби у країні було 2063 ліжка у відділеннях інтенсивної терапії та 740 ліжок в інфекційних відділеннях, у країні нараховувалися 1605 апаратів штучної вентиляції легень. Проте 5 березня головний інспектор охорони здоров'я Ангел Кунчев заявив, що медичного персоналу в країні не вистачає.
Після виявлення перших випадків коронавірусної хвороби уряд Болгарії негайно заборонив експорт захисного медичного обладнання та замовив виготовлення масок та захисних костюмів на підприємствах країни. Крім того, домовлено про постачання з Туреччини 30000 масок і 50000 захисних костюмів. За розрахунками уряду, щомісячна потреба у захисних костюмах та масках складає 111 тисяч на місяць, які планується видавати медичним та соціальним працівникам, правоохоронцям та працівникам прикордонної служби. Столичний муніципалітет встановила 4-разову дезинфекцію у громадських місцях та міському громадському транспорті. Всі медичні працівники зобов'язані були пройти обстеження на коронавірус, проте у квітні медсестра у Видині повідомила, що їй відмовили у тестуванні на коронавірус після догляду за хворим коронавірусною хворобою у зв'язку з відсутністю діагностичних наборів у місцевій лікарні.
З середини березня до Болгарії почали надходити засоби захисту, закуплені в Китаї, Туреччині та В'єтнамі. Багато громадян країни зголосилось стати волонтерами для боротьби з поширенням коронавірусної хвороби, зокрема багато курсантів Військово-морської академії імені Ніколи Вапцарова.
30 березня міністр охорони здоров'я країни Кирил Ананієв видав розпорядження про обов'язкове носіння захисних масок у громадських місцях, як на відкритому повітрі, так і приміщенні, незважаючи на нестачу захисних засобів у країні та ріст цін на них. Це суперечило попереднім заявам міністра від 9 березня, що на виготовлення потрібного запасу засобів захисту «потрібні місяці». 13 березня ухвалено поправки до закону про охорону здоров'я, в яких у статті 209а вказано, що за знаходження без захисної маски в громадському місці тягне за собою штраф у 5000 левів (еквівалентно 2555 євро). 31 березня Ананієв скасував своє розпорядження, посилаючись на відсутність консенсусу в суспільстві щодо цього рішення. 6 квітня Народні збори Болгарії прийняли зміни до закону про надзвичайний стан від 13 березня. Зменшився розмір штрафів за порушення карантинних заходів. Станом на 6 квітня було накладено 1340 штрафів на суму близько 7 мільйонів левів (3,5 мільйонів євро), переважно за прогулянки по парку. 11 квітня міністр охорони здоров'я країни поновив своє розпорядження про обов'язкове носіння захисних масок на період з 12 до 26 квітня. У цьому поновленому розпорядженні крім масок дозволялось носіння «рушників, шарфів та інших засобів для прикриття обличчя», незважаючи на повідомлення, що існують лише непрямі докази того, що маски для обличчя є ефективним способом захисту від інфікування. 24 квітня обов'язкове носіння масок у громадських місцях продовжено до 13 травня, за винятком перебування на відкритому повітрі в громадських місцях, де носіння масок продовжено тільки до 1 травня 2020 року.
До 3 квітня на заходи з боротьби з поширенням коронавірусної інфекції в країні залучено близько 14 мільйонів левів (7 160 000 євро), з них 48 % надійшли від приватних компаній, 26 % — від державних кампаній, 19 % — від окремих громадян і 7 % — від фондів.
10 квітня міська прокуратура Софії висунула звинувачення голові Болгарської фармацевтичної спілки професору Асені Стоїменовій за статтею 326 кримінального кодексу Болгарії за виголошення «серії заяв, які спричинюють паніку в населення під час надзвичайного стану». В інтерв'ю, яке професор дала національному телебаченню, вона заявила, що ринок захисного медичного обладнання найімовірніше швидко нормалізується після нетривалих перебоїв у постачанні, спричинених епідемією, проте в країні може виникнути нестача ліків та іншого медичного обладнання, спричинена перебоями в роботі міжнародної торгівлі фармацевтичними засобами.
В інтерв'ю в грудні 2021 року Венцислав Мутафчийський заявив, що Болгарія до 13 травня 2020 року дотримувалася стратегії нуль-COVID, а не «жити з COVID».

### Тестування
Станом на 24 березня в країні було 5 лабораторій, які проводили обстеження на COVID-19, які могли провести 300 обстежень на день. На 26 березня у країні проведено 6454 обстежень на коронавірус, виявлено 264 випадки інфікування, що склало 4,1 % рівня інфікованості.
27 березня міністерство охорони здоров'я Болгарії повідомило, що на цей час у країні може проводитись від 1000 до 1200 тестувань на коронавірусну хворобу на добу вартістю 930 тисяч левів (475 тисяч євро) на місяць. Пізніше запроваджені також ще два методи обстеження на COVID-19: флюоресцентні імунохроматографічні тести (до 20 тисяч на день) та швидкі тести (до 40 тисяч на день). Генерал Венцислав Мутафчийський назвав усі три типи тестувань однаково важливими, оскільки ПЛР-тест є самим достовірним, проте метод ІФА-діагностики дозволяє пришвидшити процес визначення, скільки людей уже перехворіло коронавірусною хворобою та набули імунітету, ще до застосування швидких тестів. Пізніше він висловився, що швидкі тести є ненадійними, та не можуть забезпечити проведення масового скринінгу. З іншого боку, професор Радка Аргірова, голова національної експертної ради з вірусології при Спілці болгарських лікарів закликала як можна більше проводити швидких тестів для виявлення безсмптомних випадків для уникнення другого піку епідемії та зменшуючи таким чином поширення хвороби. Румен Гічев, болгарський лікар, який працює в США, та є одним із медичних радників Білого дому, також виступив за масове обстеження населення, включно із застосуванням швидких тестів. На думку Гічева, реакція уряду на епідемію була швидкою, проте без масового скринінгового обстеження людей для виявлення безсимптомних носіїв інфекції будь-які зусилля в подоланні епідемії будуть безуспішними.
Станом на жовтень 2020 року в країні працювало 65 лабораторій, які проводили ПЛР-тестування, результати якого визнавали для виїзду за кордон.
22 жовтня 2021 року повідомлено, що за останню добу було проведено рекордну кількість 47370 тестів (як ПЛР, так і експрес-тестів на антиген), що пояснюється запровадженням «зеленого сертифікату» (отриманого завдяки вакцинації, підтвердження видужання від COVID-19 або негативний тест), який був обов'язковим для багатьох громадських заходів.

### Лікування
Після підтвердження позитивного аналізу на коронавірус у себе болгарський медіа-магнат Кіріл Домусчиєв оголосив, що його компанія закупить хлорохін за кордоном, та передасть його до лікувальних закладів країни, які займаються лікуванням хворих на коронавірусну хворобу. Цей препарат, похідне хініну, дав непогані результати в лікуванні хворих на коронавірусну хворобу в Китаї та Франції. Уряд Болгарії на початку масового поширення коронавірусної хвороби розглядав можливість експорту похідних хініну та його виробництво на місцевих фармацевтичних підприємствах. Експорт з Болгарії препаратів на основі хініну заборонений на невизначений термін, окрім того 35 тисяч комбінованих препаратів хініну з анальгіном виробництва місцевих фармацевтичних підприємств зняті з направлення на експорт та переадресовані для внутрішнього споживання. Згідно із заявою уряду, ще 250 000 доз цього комбінованого препарату можуть виробити за короткий час місцеві фармацевтичні компанії. 3 квітня уряд країни провів переговори про поставку до країни 171429 упаковок гідроксихлорохіну та 30000 упаковок азитроміцину від Китайської національної фармацевтичної групи. Доставка цих ліків проведена літаком сил НАТО «Boeing C-17 Globemaster III», пілотованому екіпажем ВПС Болгарії, окрім цього разом із медикаментами до країни доставлено 1,6 мільйона захисних масок та 50 апаратів штучної вентиляції легень.
Протягом останніх 4 років болгарська біотехнологічна компанія «Micar21» розробляла універсальну вакцину проти всіх коронавірусів, та повідомила, що розпочне клінічні випробування вакцини проти COVID-19 уже в середині 2020 року. Компанія також повідомила, що за підтримки держави у фінансуванні та скороченні тривалості клінічних випробувань вакцина може бути синтезована за два місяці.
З квітня 2020 року для лікування хворих застосовувався колхіцин з деякими обнадійливими результатами, але рівень ефективності, а також точне дозування ще оцінювалися.
Частина практикуючих лікарів неоднозначно призначали івермектин при коронавірусній хворобі всупереч міжнародним медичним рекомендаціям.

### Прогнози
Згідно дослідення, проведеного Інститутом оцінки показників стану охорони здоров'я Університету Вашингтону, очікувалось що пік епідемії коронавірусної хвороби в Болгарії буде спостерігатися у травні. Згідно результатів цього дослідення, соціального дистанціювання в країні необхідно буде дотримуватися до травня. У дослідженні підтверджено наявність у країні 856 ліжок у відділеннях інтенсивної терапії, а також константовано нестачу медичного обладнання.

### Критика
Болгарський лікар Георгій Тодоров, який має досвід участі в боротьбі з поширенням епідемій вірусних захворювань у Гані, розкритикував дії керівництва охорони здоров'я в Болгарії під час епідемії коронавірусної хвороби. Зокрема, Тодоров заявив, що керівництво охорони здоров'я Болгарії настільки уражене непотизмом, що не може сформулювати якоїсь цілісної реакції на епідемію; у результаті цього думка фахівців з інфекційних захворювань не враховувались при формуванні плану заходів під час епідемії, також не визначено конкретних місць для госпіталізації випадків, підозрілих на COVID-19. На думку Тодорова, частина випадків коронавірусної хвороби залишилась не діагностованою через неправильне проведення обстеження на коронавірус.

### Дискримінація
За деякими циганськими громадами, зокрема громадою в Бургасі, спостерігали за допомогою тепловізорів. Інші громади, зокрема в містах Ямбол чи Кюстенділ, обприскали дезінфікуючими засобами з гелікоптерів і спецмашин. Ромський активіст Огнян Ісаєв висловив побоювання, що в разі загострення епідемічної ситуації дискримінаційні заходи можуть бути відновлені.

### Економіка
Уряд Болгарії вжив низку заходів для зменшення економічного впливу пандемії коронавірусної хвороби як на підприємства, так і на окремих осіб. Зокрема, уряд запровадив так званий механізм «60/40», який дозволяє роботодавцям утримувати своїх працівників на робочих місцях під час скорочення економіки унаслідок епідемії коронавірусної хвороби. Держава у цьому випадку покриває 60 % заробітку працівників, а також внески роботодавця на соціальне страхування. Захід діє протягом тривалості надзвичайного стану, оголошеного 13 березня 2020 року, проте не довше 3 місяців. Держава також розробила програму державних безвідсоткових позик фізичним особам-підприємцям, позбавленим можливості працювати внаслідок пандемії COVID-19. Ця програма реалізується через Болгарський банк розвитку за участю низкою банків з приватною власністю. Самозайняті фізичні особи та фізичні особи, що працюють за трудовим договором, мають право на отримання безвідсоткового кредиту до 4500 левів (еквівалент 2300 євро) з пільговим періодом погашення від шести до двадцяти чотирьох місяців, що виплачується за три місячні внески в розмірі 1500 левів. Інша програма Болгарського банку розвитку надає позику підприємствам для поповнення своїх обігових коштів до 300 тисяч левів, які спрямовані на забезпечення ліквідності малих і середніх підприємств, які постраждали від пандемії коронавірусної хвороби. Малі та мікропідприємства можуть також отримати державну безповоротну допомогу на суму від 3 до 10 тисяч левів, за умови, якщо вони повідомили про як мінімум 20 % падіння місячного доходу в порівнянні з аналогічним місяцем 2019 року. Окрім цього, рада директорів Болгарського народного банку встановила мораторій на повернення кредитів, рекомендований Асоціацією банків Болгарії, який дозволяє відстрочку виплат за кредиткими договорами до шести місяців.

## Вплив на економіку
За період з 13 березня по 1 квітня в Болгарії було зареєстровано 31643 нових безробітних. З них 17793 заявили, що втрата робочих місць у них є прямим наслідком пандемії, лише за тиждень з 23 до 27 березня у країні зареєстровано 12661 нових безробітних, порівняно з 4561 за той самий період 2019 року. Кількість зареєстрованих безробітних у країні продовжувала зростати протягом усього квітня. За статистичними даними, опублікованими службою зайнятості, станом на 28 квітня 2020 року в країні зареєстровано 291426 безробітних, з моменту запровадження надзвичайного стану в країні ця кількість зросла на 90405 осіб. Згідно опитування, проведеного Болгарською промисловою асоціацією, показало, що спочатку лише 8 % підприємств були готові використати урядовий механізм економічної підтримки, який швидко став відомим як «механізм 60/40». Цей механізм передбачав, що уряд виплачує 60 % від заробітної плати працівників, яких можуть скоротити внаслідок епідемії, протягом трьох місяців, після чого дія цього механізму припиняється.

## Відношення до протиепідемічних заходів
Опитування громадської думки Інститутом Ґеллапа у квітні 2020 року показало, що 77 % громадян висловили підтримку пов'язаним із карантином заходам контролю поширення хвороби, які вживала влада країни. Опитування «Тренду» з 1 по 5 квітня 2020 року показало, що 35 % опитаних вимагають посилення заходів проти COVID-19, 39 % оцінюють державну політику як достатньо сувору, а 23 % висловлюють думку про необхідність пом'якшення контролю за пандемією. Загальнонаціональне опитування 1151 дорослого громадянина Болгарії, проведена Болгарською академією наук, Університетом національного та світового господарства, Болгарською соціологічною асоціацією та Спілкою економістів Болгарії в середині 2021 року, показало, що підтримка домашнього карантину становила 60 %, при цьому 75 % схвалювали масковий режим і 74 % погоджувалися із забороною громадських заходів. Згідно з опитуванням Євробарометра, проведеним у період з березня по квітень 2021 року, 82 % болгар висловили бажання, щоб Європейський Союз отримав розширені прерогативи у вирішенні криз, таких як пандемія COVID-19.

## Оцінки
В академічній статті від квітня 2022 року Болгарія була охарактеризована як можливо, найбільш постраждала» країна Східної Європи з точки зору високих показників смертності, причому пізнє введення обмежень на соціальну мобільність і недостатній державний контроль, ймовірно, були основними факторами цієї статистики. Автори також підкреслюють загалом кращі показники здоров'я у великих населених пунктах на відміну від більш периферійних регіонів країни. Високий рівень нерівності доходів у Болгарії був пов'язаний з корупцією та браком інституційної довіри, що спричинило багато проблем із запровадженням заходів із боротьби з поширенням хвороби.